# مونيات لاهوائية
المونيات اللاهوائية (الاسم العلمي: Anaeromonadea) هي طائفة من اللجفاوات تتبع الشعيبة المونيات اللاهوائية وأشباهها.

## التصنيف
- الأكسيمونيات
  - الأكسيمونات
    - الأكسيمونة